# Kazumi Takada
Kazumi Takada (高田 一美, Takada Kazumi, Shizuoka, 28 juni 1951 – Tokio, 1 oktober 2009) was een Japans voetballer die als aanvaller speelde.

## Clubcarrière
In 1970 ging Takada naar de Nihon University, waar hij in het schoolteam voetbalde. Takada begon zijn carrière in 1971 bij Mitsubishi Motors. Met deze club werd hij in 1973 en 1978 kampioen van Japan. Takada veroverde er in 1971, 1973 en 1978 de Beker van de keizer in 1978 de JSL Cup. In 9 jaar speelde hij er 128 competitiewedstrijden en scoorde 25 goals. Takada beëindigde zijn spelersloopbaan in 1979.

## Japans voetbalelftal
Kazumi Takada debuteerde in 1970 in het Japans nationaal elftal en speelde 16 interlands.

## Statistieken
| Japans voetbalelftal | Japans voetbalelftal | Japans voetbalelftal |
| Jaar                 | Wed.                 | Dlp.                 |
| -------------------- | -------------------- | -------------------- |
| 1970                 | 4                    | 0                    |
| 1971                 | 0                    | 0                    |
| 1972                 | 5                    | 0                    |
| 1973                 | 3                    | 0                    |
| 1974                 | 0                    | 0                    |
| 1975                 | 4                    | 0                    |
| Totaal               | 16                   | 0                    |